# Mahaut di Châtillon
Mahaut di Châtillon (1293 – 3 ottobre 1358) è stata una nobildonna francese.
Era figlia di Guido IV, conte di Châtillon-Saint-Pol, e di Maria di Bretagna (1268-1339).

Stemma Châtillon

## Biografia
Nel luglio del 1308 sposò a Poitiers Carlo di Valois, conte di Valois dal 1286, Conte d'Angiò e del Maine dal 1290, conte d'Alençon dal 1291 e conte di Chartres dal 1293 fino alla sua morte. Carlo era stato inoltre Imperatore consorte titolare dell'Impero Romano d'Oriente dal 1301 al 1308 e re titolare d'Aragona dal 1283 al 1295. Egli era già al suo terzo matrimonio, essendo rimasto vedovo prima di Margherita, contessa d'Angiò, figlia di Carlo II di Napoli, deceduta nel 1299, e poi di Caterina di Courtenay (1274-1307), titolare imperatrice di Costantinopoli, sposata nel 1301 e deceduta nel 1307.
Dal matrimonio nacquero:
- Maria, che sposò nel 1324 Carlo, Duca di Calabria;
- Isabella, che sposò nel 1336 Pietro I di Borbone;
- Bianca, che sposò nel 1328 Carlo IV di Lussemburgo (1316-1378);
- Luigi (1318-1328), conte di Chartres.